# Paracilacris periclitatus
Paracilacris periclitatus is een rechtvleugelig insect uit de familie sabelsprinkhanen (Tettigoniidae). De wetenschappelijke naam van deze soort is voor het eerst geldig gepubliceerd in 2008 door Naskrecki, Bazelet & Spearman.
1. ↑  (en) Paracilacris periclitatus op de IUCN Red List of Threatened Species.